# José Azcona del Hoyo
Jose Simón Azcona del Hoyo (ur. 26 stycznia 1927 w La Ceiba, zm. 24 października 2005 w Tegucigalpa) – honduraski polityk, przedsiębiorca i inżynier, minister robót publicznych i transportu w rządzie Roberto Suazo, prezydent w latach 1986–1990 z ramienia Liberalnej Partii Hondurasu (LPH).